# Lauren Smith
Lauren Smith (Carlisle, 26 de septiembre de 1991) es una deportista británica que compite en bádminton para Inglaterra en las modalidades de dobles y dobles mixto.
Ganó cuatro medallas en el Campeonato Europeo de Bádminton entre los años 2017 y 2021. En los Juegos Europeos obtuvo tres medallas, oro y plata en Minsk 2019 y bronce en Cracovia 2023.
Participó en dos Juegos Olímpicos de Verano, en los años 2016 y 2020, ocupando el quinto lugar en Tokio 2020, en la prueba de dobles mixto.

## Palmarés internacional
| Representando al Reino Unido |                     |                   |              |
| Juegos Europeos              |                     |                   |              |
| Año                          | Lugar               | Medalla           | Prueba       |
| 2019                         | Minsk (Bielorrusia) | Medalla de oro    | Dobles mixto |
| 2019                         | Minsk (Bielorrusia) | Medalla de plata  | Dobles       |
| 2023                         | Tarnów (Polonia)    | Medalla de bronce | Dobles mixto |
| Representando a Inglaterra   |                     |                   |              |
| Campeonato Europeo           |                     |                   |              |
| Año                          | Lugar               | Medalla           | Prueba       |
| 2017                         | Kolding (Dinamarca) | Medalla de bronce | Dobles       |
| 2018                         | Huelva (España)     | Medalla de bronce | Dobles mixto |
| 2021                         | Kiev (Ucrania)      | Medalla de plata  | Dobles       |
| 2021                         | Kiev (Ucrania)      | Medalla de plata  | Dobles mixto |